# Граф Геймса
Граф Геймса — це найбільший із відомих локально лінійних сильно регулярних графів. Його параметри як сильно регулярного графа рівні (729,112,1,20). Це означає, що граф має 729 вершин та 40824 ребер (112 ребер на вершину). Кожне ребро належить єдиному трикутнику (це локально лінійний граф) і кожна несуміжна пара вершин має рівно 20 спільних сусідів. Граф названо ім'ям Річарда А. Геймса, який у неопублікованому листуванні запропонував його побудову і написав про пов'язані побудови .

## Побудова
Побудова цього графа використовує єдину (з точністю до симетрії) 56-точкову множину-ковпак (англ. cap set, підмножина точок, ніякі три з яких не лежать на одній прямій) {\displaystyle PG(5,3)}, п'ятивимірної проєктивної геометрії над триелементним полем. Шестивимірну проєктивну геометрію, {\displaystyle PG(6,3)}, можна розбити на шестивимірний афінний простір {\displaystyle AG(6,3)} та копію {\displaystyle PG(5,3)} (точки на нескінченності з урахуванням афінного простору). Граф Геймса має як вершини 729 точок афінного простору {\displaystyle AG(6,3)}. Кожна пряма в афінному просторі проходить через три з цих точок і четверту нескінченно віддалену точку. Граф містить трикутник для будь-якої прямої з трьох афінних точок, яка проходить через точку множини-ковпака.

## Властивості
Деякі з властивостей графа випливають безпосередньо з побудови. Граф має {\displaystyle 729=3^{6}} вершин, оскільки кількість точок у афінному просторі дорівнює розміру базового поля в степені розмірності. Для кожної афінної точки існує 56 прямих через точки множини-ковпака, 56 трикутників, що містять відповідну вершину, та {\displaystyle 112=56\times 2} сусідів вершини. І не може бути ніяких трикутників, відмінних від отриманих при побудові, оскільки будь-який інший трикутник отримувався би з трьох різних прямих, що перетинаються в спільній площині {\displaystyle PG(6,3)}, а три точки множини-ковпака трьох прямих лежали б на перетині цієї площини з {\displaystyle PG(5,3)}, що дає пряму. Однак це порушило би властивість множини-ковпака, що ніякі три точки не лежать на одній прямій, так що ніякого додаткового трикутника існувати не може. Властивість сильної регулярності графів, що всі несуміжні пари вершин мають однакову кількість спільних сусідів, залежить від властивостей 5-вимірної множини-ковпака.

## Пов'язані графи
Разом із туровим графом {\displaystyle 3\times 3} і графом Брауера — Хемерса, граф Геймса є одним з трьох можливих сильно регулярних графів, параметри якого мають вигляд {\displaystyle {\bigl (}(n^{2}+3n-1)^{2},n^{2}(n+3),1,n(n+1){\bigr )}}.
Ті ж властивості, які дають сильно регулярний граф із множини-ковпака, можна використати з 11-точковою множиною-ковпаком у {\displaystyle PG(4,3)}, яка дає найменший регулярний граф із параметрами (243,22,1,2). Це граф граф Берлекемпа — ван Лінта — Зейделя.